# 아! 해군
《아! 해군》(일본어: あゝ海軍)은 1969년 개봉한 일본의 전쟁 영화이다.

## 출연진
- 나카무라 키치에몬 - 히라타 이치로 역
- 우츠이 켄 - 오카노 대위 역
- 혼고 코지로 - 아라키 중위 역
- 미네기시 류노스케 - 혼다 이사무 역
- 무라세 사치코 - 후사요 역
- 아즈사 에이코 - 도시코 역
- 미즈키 마사코 - 노부요 역
- 후지마키 준 - 마에카와 대위 역
- 시마다 쇼고 - 야마모토 장관 역
- 츠유구치 시게루 - 야마시타 병조 역
- 나리타 미키오 - 우메모토 소위 역
- 모리 마사유키 - 이구치 소위 역